# HD 139139
HD 139139 (även känd som EPIC 249706694) är en trolig dubbelstjärna belägen i den mellersta delen av stjärnbilden Vinkelhaken. Den har en skenbar magnitud av ca 9,84 och är kräver ett teleskop för att kunna observeras. Baserat på parallax enligt Gaia Data Release 2 på ca 9,3 mas, beräknas den befinna sig på ett avstånd på ca 351 ljusår (ca 108 parsek) från solen. Den rör sig bort från solen med en heliocentrisk radialhastighet på ca 16 km/s.

## Egenskaper
Primärstjärnan HD 139139 A är en gul till vit stjärna i huvudserien av spektralklass G3/5 V. Den har en radie som är ca 1,1 solradier och har ca 1,3 gånger solens utstrålning av energi från dess fotosfär vid en effektiv temperatur av ca 5 800 K.

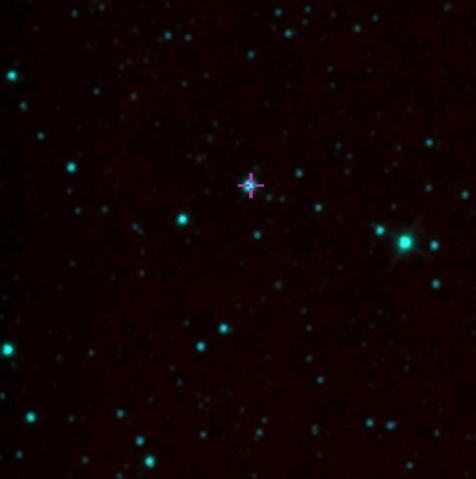
Stjärnfält kring HD 139139 med en bredd av ca 20 bågminuter.

Följeslagaren tros vara en röd dvärg separerad med 3 bågsekunder från HD 139139. Den är ungefär tre magnitud svagare och har en temperatur på mellan 4 100 och 4 300 K. Båda stjärnorna har en liknande egenrörelse, vilket innebär att de kan bilda en gravitationellt bunden dubbelstjärna.
HD 139139 uppvisar dippar i ljusstyrka som liknar dem som orsakas av transiterande jordliknande planeter. Rymdteleskopet Kepler observerade 28 sänkningar i ljusstyrka under en 87-dygnsperiod (23 augusti – 20 november 2017). Dipparna verkar dock inte vara periodiska som förväntat, om de var orsakade av transiterande planeter.